# LPG

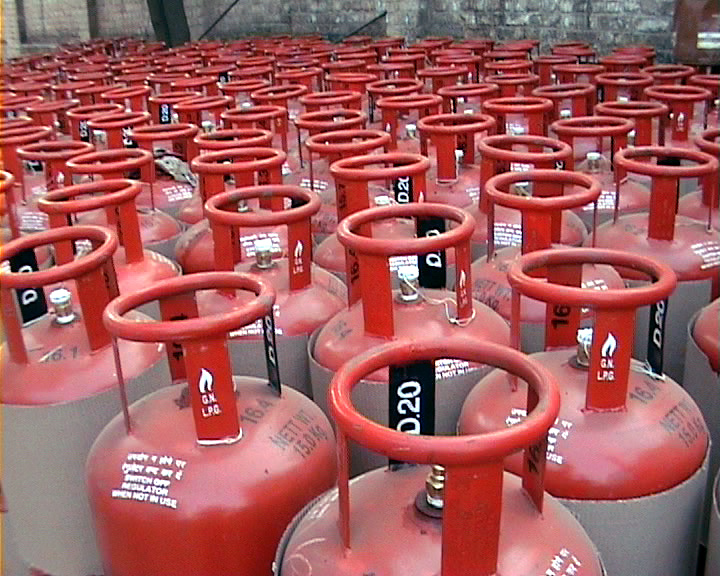
Butle do gazu płynnego

Skroplony gaz petrochemiczny (ang. liquefied petroleum gas, LPG), gazol – produkt rafinacji ropy naftowej lub gazu ziemnego, używany jako gaz, ale przechowywany i transportowany w pojemnikach pod ciśnieniem w postaci ciekłej. W obrocie najczęściej propan lub mieszanina propanu i butanu o różnym składzie, najczęściej z niewielką zawartością innych alkanów. Należy do najbardziej wszechstronnych źródeł energii. Stosowany jest głównie jako:
- paliwo do zasilania różnego rodzaju urządzeń grzewczych (np. promienników gazowych, nagrzewnic)
- źródło zasilania domowych kuchenek gazowych, grilli gazowych, kuchenek turystycznych, taboretów gastronomicznych
- paliwo silnikowe – autogaz
- paliwo stosowane w czasie wykonywania prac dekarskich, instalacyjnych, obróbki i cięcia metali
- paliwo w systemach kogeneracji i mikrokogeneracji
- paliwo w przemysłowych procesach produkcyjnych – np. w fabrykach ceramiki, cegielniach
- gaz nośny do kosmetyków w aerozolu.

LPG uzyskiwany jest jako produkt uboczny przy rafinacji ropy naftowej i ze złóż gazu ziemnego, zwykle na początku uruchamiania nowego odwiertu. Niezależnie od źródła pochodzenia, wymagania co do właściwości LPG są określane jednolicie. Aktualnie w polskim systemie normatywnym funkcjonują dwie normy charakteryzujące właściwości fizykochemiczne LPG w zależności od jego zastosowania, tj.:
- PN-C-96008 „Przetwory naftowe. Gazy węglowodorowe. Gazy skroplone C3-C4” – normę tę stosuje się do gazów skroplonych C3–C4 stosowanych jako podstawowy surowiec do dalszej przeróbki chemicznej, również jako gaz opałowy dla gospodarstw domowych, przemysłu i turystyki,
- PN-EN 589 „Paliwa do pojazdów samochodowych. LPG. Wymagania i metody badań” – w normie tej podano wymagania i metody badań paliwa silnikowego LPG (skroplonego gazu węglowodorowego) będącego w sprzedaży i dystrybucji, dotyczy to LPG używanego w samochodach z silnikami dostosowanymi do tego paliwa[2].

LPG w temperaturze pokojowej przy normalnym ciśnieniu ma postać gazu. Ulega on skropleniu w temperaturze pokojowej, gdy ciśnienie wynosi od 2,2 do 4 atm. Do butli jest pompowany przy ciśnieniu rzędu 6 atm. Butle, w których się go przechowuje i transportuje, napełnia się zwykle do 80% lub 85% objętości, aby uniknąć rozerwania butli przez rozszerzającą się przy zmianie temperatury ciecz.
LPG został otrzymany po raz pierwszy w 1910 przez Waltera Snellinga. W handlu pojawił się po raz pierwszy w 1912 – sprzedawany był jako wygodne i bezpieczne paliwo do przenośnych kuchenek gazowych.

## LPG jako paliwo napędowe

### LPG jako paliwo samochodowe
Do zasilania silników samochodowych stosuje się mieszaninę propanu i butanu. W wielu krajach wzrasta popularność LPG jako paliwa silnikowego, zwłaszcza w Europie (głównie w Holandii, Belgii, Włoszech, Wielkiej Brytanii) oraz w Indiach i Korei Południowej. W Polsce liczba aut z LPG ciągle rośnie – pod koniec 2011 roku wyniosła ona 2,5 mln.
Liczba oktanowa LPG wynosi 90–120, choć do oceny właściwości przeciwstukowych tego paliwa stosuje się częściej liczbę metanową, która dla LPG stosowanego do napędu samochodów mieści się w granicach od 60 do 80.
LPG stosowany jest głównie jako źródło zasilania silników benzynowych, zarówno gaźnikowych, jak i z jedno- i wielopunktowymi układami wtryskowymi. Korzystanie z LPG wymaga specjalnej instalacji. Samochody zaopatrzone w tę instalację muszą też częściowo korzystać z benzyny, gdyż ze względów technicznych rozruch i rozgrzanie silnika powinno odbywać się przy zasilaniu benzyną. Bardziej zaawansowane technicznie instalacje do LPG automatycznie przełączają się z benzyny na gaz w momencie uzyskania przez silnik odpowiedniej temperatury i prędkości obrotowej. W mniej zaawansowanych istnieje konieczność ręcznego przełączania zasilania z benzyny na LPG.
Instalację LPG można również zastosować w samochodach z silnikiem dwusuwowym oraz z silnikiem Diesla.
Instalacje gazowe dzieli się na tzw. generacje:
I – instalacja mieszalnikowa (podciśnieniowa lub nadciśnieniowa) bez regulacji składu.
Systemy I generacji przeznaczone są do adaptacji na zasilanie gazowe samochodów z silnikami gaźnikowymi i z wtryskiem paliwa – bez katalizatora i sondy lambda.
II – instalacja mieszalnikowa (podciśnieniowa lub nadciśnieniowa) z elektroniczną regulacją składu mieszanki.
Systemy II generacji przeznaczone są do adaptacji na zasilanie gazowe samochodów wyposażonych w silniki z wtryskiem paliwa z katalizatorem i sondą lambda, czasami również z układem EOBD, co wymaga zastosowania specjalnego emulatora.
III – instalacja wielopunktowa, o ciągłym zasilaniu gazem w fazie lotnej.
Systemy III generacji przeznaczone są do adaptacji na zasilanie gazowe samochodów wyposażonych w silniki z wtryskiem paliwa, z katalizatorem i sondą lambda, wyposażonych w rozbudowane układy dolotowe, często wykonane w całości z tworzywa sztucznego. Adaptacja silników z układem EOBD wymaga stosowania dodatkowego emulatora.
IV – instalacja wielopunktowa zasilania gazem w fazie lotnej, poprzez elektronicznie sterowane zawory (pot. wtryskiwacze).
Systemy IV generacji przeznaczone są do adaptacji na zasilanie gazowe samochodów wyposażonych w silniki z wtryskiem paliwa, z katalizatorem i sondą lambda, wyposażonych w układy EOBD.
Rozwinięciem tego typu systemów zasilania gazowego są instalacje sekwencyjnego wtrysku LPG w stanie gazowym z dotryskiem benzyny, które są przeznaczone do silników z bezpośrednim wtryskiem benzyny. Dotryskiem benzyny, czyli uruchamianiem wtryskiwaczy benzynowych steruje sterownik instalacji LPG. Służy on ochronie wtryskiwaczy benzynowych, których nie można po prostu wyłączyć, ponieważ z uwagi na umiejscowienie w komorach spalania uległyby szybko uszkodzeniu. Dotrysk benzyny zapewnia ich odpowiednie chłodzenie i usuwanie z ich końcówek produktów spalania. W odróżnieniu od wyżej opisanych instalacji, tego typu systemy nie są uniwersalne i za każdym razem są opracowywane pod kątem zastosowania w konkretnej jednostce napędowej (tzw, instalacje dedykowane).
V – instalacja wtrysku sekwencyjnego gazu w fazie ciekłej.
Systemy V generacji przeznaczone są do adaptacji na zasilanie gazowe samochodów wyposażonych w silniki z wtryskiem paliwa, z katalizatorem i sondą lambda, wyposażonych w układy EOBD. Gaz w instalacjach tej generacji jest wtryskiwany w stanie ciekłym i odparowuje dopiero w kanałach dolotowych. Montaż wtryskiwaczy następuje poprzez nawiercenie kolektora. Instalacje LPG V generacji: VIALLE LiquidSI, DGI LM, BRC LDI.
VI – instalacja bezpośredniego wtrysku LPG w fazie ciekłej.
Są to najnowocześniejsze gazowe układy zasilania przeznaczone do silników z bezpośrednim wtryskiem benzyny, które wykorzystują część wysokociśnieniową układu wtryskowego benzyny do wtryskiwania LPG w fazie ciekłej. Ciekłe LPG jest wtryskiwane wprost do komór spalania przez wtryskiwacze benzynowe. Instalacje VI generacji są systemami dedykowanymi do zastosowania w konkretnej jednostce napędowej. Instalacje LPG VI generacji: STAG-500 DIS, VIALLE LPdi, DGI LCC, Prins Direct LiquiMax.

## Ochrona zaworów i gniazd zaworowych w silnikach zasilanych LPG
Niektóre silniki, w których stosowane jest zasilanie gazowe, wykazują podwyższone zużycie zaworów i gniazd zaworowych. Powodem tego zjawiska jest mniejsza szybkość spalania mieszanki gazowo-powietrznej w stosunku do benzynowo-powietrznej. Proces spalania trwa dłużej, przez co komora spalania, zawory i gniazda zaworowe są dłużej wystawione na działanie wysokiej temperatury. Jest to szczególnie dotkliwe w silnikach z regulowanymi ręcznie luzami zaworowymi, w których zignorowanie nadmiernego zmniejszenia luzu prowadzi do usterki, polegającej na spadku kompresji. Zawory takich silników wymagają skrócenia interwałów kontroli luzu zaworowego. Przy czym niektórzy producenci samochodowych instalacji LPG sugerują montaż instalacji lubryfikacji zaworów, czyli podawania do układu dolotowego specjalnego środka, który wytwarza na przylgniach zaworów i ich gniazdach twardą powłokę zapobiegającą nadmiernemu zużyciu. Instalacje te budzą kontrowersje, gdyż ich usterki są trudne do wykrycia i mogą powodować np. zalepianie kolektora dolotowego podawanym środkiem. Czasami zamiast lubryfikacji stosuje się dotrysk benzyny lub wariator kąta wyprzedzenia zapłonu.

### Zalety instalacji gazowej w samochodzie
- głównym powodem stosowania LPG jako paliwa silnikowego jest jego cena wynosząca w Polsce ok. 45% ceny benzyny bezołowiowej
- instalacja LPG jest niskociśnieniowa, a więc zbiornik jest lekki
- sam silnik iskrowy, czterosuwowy nie wymaga specjalnych zabiegów, aby przystosować się do pracy na LPG
- Wykorzystanie LPG jako paliwa do zasilania silników spalinowych ma pozytywny wpływ na ograniczenie emisji zanieczyszczeń niekontrolowanych np. benzenu i ciężkich węglowodorów aromatycznych[13].

### Wady instalacji gazowej w samochodzie

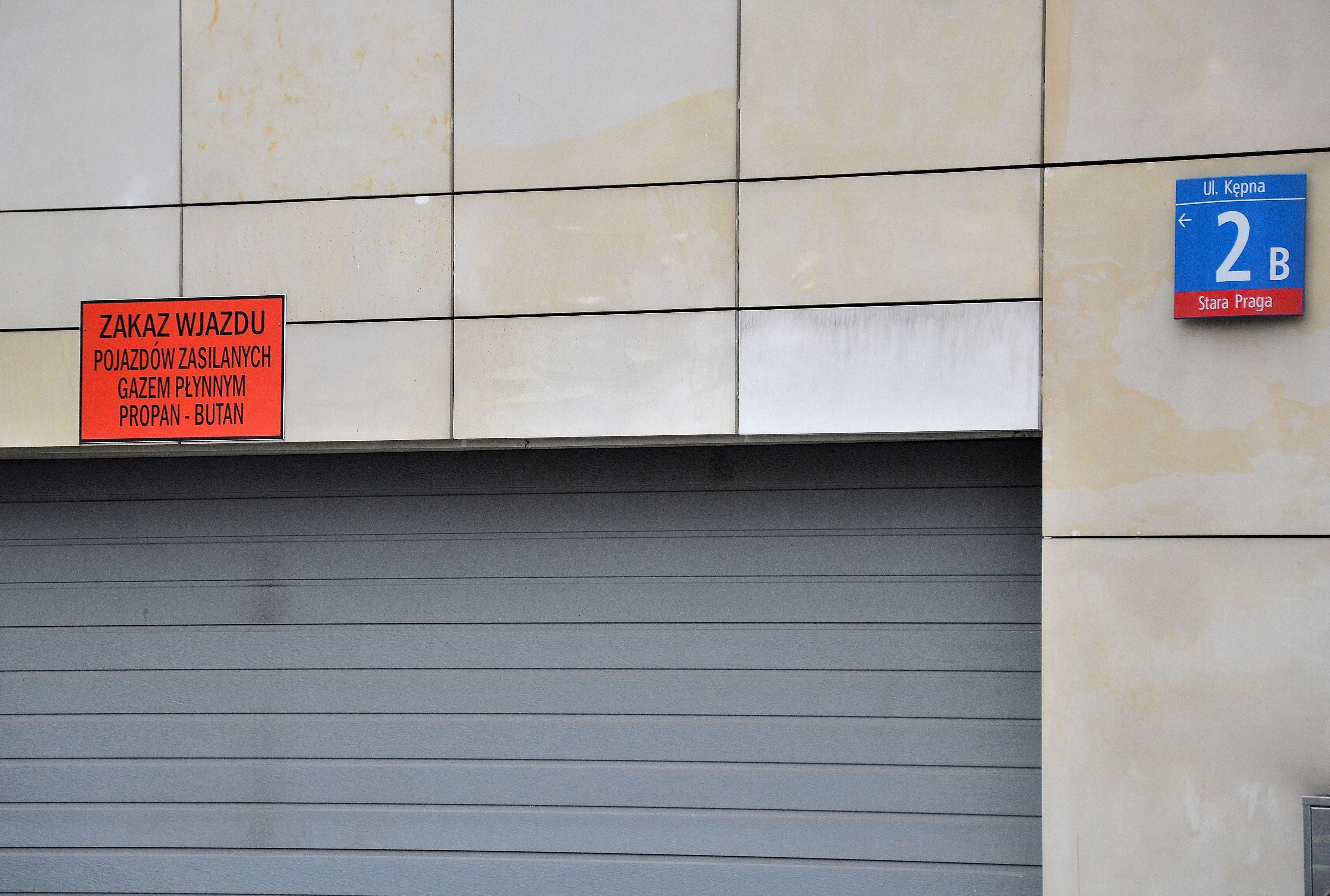
Tabliczka o zakazie wjazdu pojazdów zasilanych mieszaniną propanu i butanu nad wjazdem do garażu podziemnego jednego z budynków w Warszawie

- zalecane jest (szczególnie zimą) uruchomienie silnika na benzynie z uwagi na konieczność ogrzewania parownika płynem chłodniczym (generacje I - IV)
- butla z gazem ogranicza funkcjonalność samochodu
- większe są koszty przeglądów i serwisowania
- w przypadku niektórych konstrukcji układu paliwowego i wtryskowego, zbyt rzadkie korzystanie z układu zasilania benzyną albo jego poziom poniżej rezerwy może spowodować zepsucie się pompy paliwa
- w instalacjach gazowych starszych (podciśnieniowych – I i II generacji) istniało ryzyko fali wstecznej (eksplozji gazu) w kanale ssącym, stąd zalecany montaż tylko w silnikach z metalowym kolektorem dolotowym i układ zapobiegający uszkodzeniu obudowy filtru powietrza i przepływomierza („kominek”, oraz klapki i „gwizdki antywybuchowe”)
- źle skonfigurowana instalacja gazowa może powodować uszkodzenia rury wydechowej albo katalizatora
- zakaz parkowania w niektórych garażach podziemnych
- pogorszenie właściwości emisyjnych silników o zapłonie iskrowym w zakresie emisji zanieczyszczeń kontrolowanych np. węglowodorów i tlenków azotu[13].

źródło:

### LPG jako paliwo do wózków widłowych
Gaz płynny w butlach znajduje również zastosowanie jako paliwo do zasilania gazowych wózków widłowych.
Butle przeznaczone do tego celu mają specjalny zawór umożliwiający pobór fazy ciekłej gazu z butli. Budowa zaworu powoduje, że popularnie takie butle nazywane są butlami syfonowymi.
Wózki widłowe zasilane gazem płynnym cechują się:
- dużą mobilnością i elastycznością pracy – butle z gazem można dostarczyć w dowolne miejsce, a ich wymiana jest szybka (2 min)
- cichą pracą – w stosunku do innych silników spalinowych emisja hałasu niższa o 2 do 3 dB
- wszechstronnością eksploatacji - wózki widłowe zasilane LPG lepiej sprawują się na zewnątrz hal i mogą być eksploatowane wewnątrz budynków
- bardzo niską toksycznością emitowanych spalin – możliwość pracy w zamkniętych pomieszczeniach magazynowych
- droższą eksploatacją w porównaniu do wózków akumulatorowych (butle z gazem są droższe w zakupie niż ładowanie baterii)
- droższym serwisowaniem w porównaniu do wózków akumulatorowych (konieczność przeglądów silnika i generatora energii (prądu lub napędu hydrostat)
- mniejszym rygorem eksploatacji (brak konieczności doładowywania akumulatora podczas nieużywania wózka np. przy wykorzystywaniu sezonowym)
- długotrwałą żywotnością silnika i zmniejszoną częstotliwością wymian oleju.

### Norma autogazowa w Polsce
Od 1 stycznia 2007 gaz do zasilania pojazdów samochodowych (w tym wózków widłowych) powinien spełniać wymogi normy PN-EN 589, zwanej normą autogazową. Aby propan-butan mógł być stosowany jako autogaz, powinien charakteryzować się:
- liczbą oktanową nie niższą niż 89
- zawartością siarki nie większą niż 50 mg/kg
- prężnością par – max 1,55 MPa przy 40 °C.

### Polskie akty prawne dotyczące LPG
Rozporządzenie Ministra Klimatu i Środowiska z dnia 28 maja 2021 r. w sprawie wymagań jakościowych dla gazu skroplonego (LPG) określa m.in. temperaturę, w której względna prężność par w gazie LPG jest nie mniejsza niż 150 kPa:
- dla okresu zimowego (1.12–31.03) wynosi max. – 5 °C
- dla okresu letniego (1.04–30.11) wynosi max. + 10 °C.

## LPG w gospodarstwie domowym

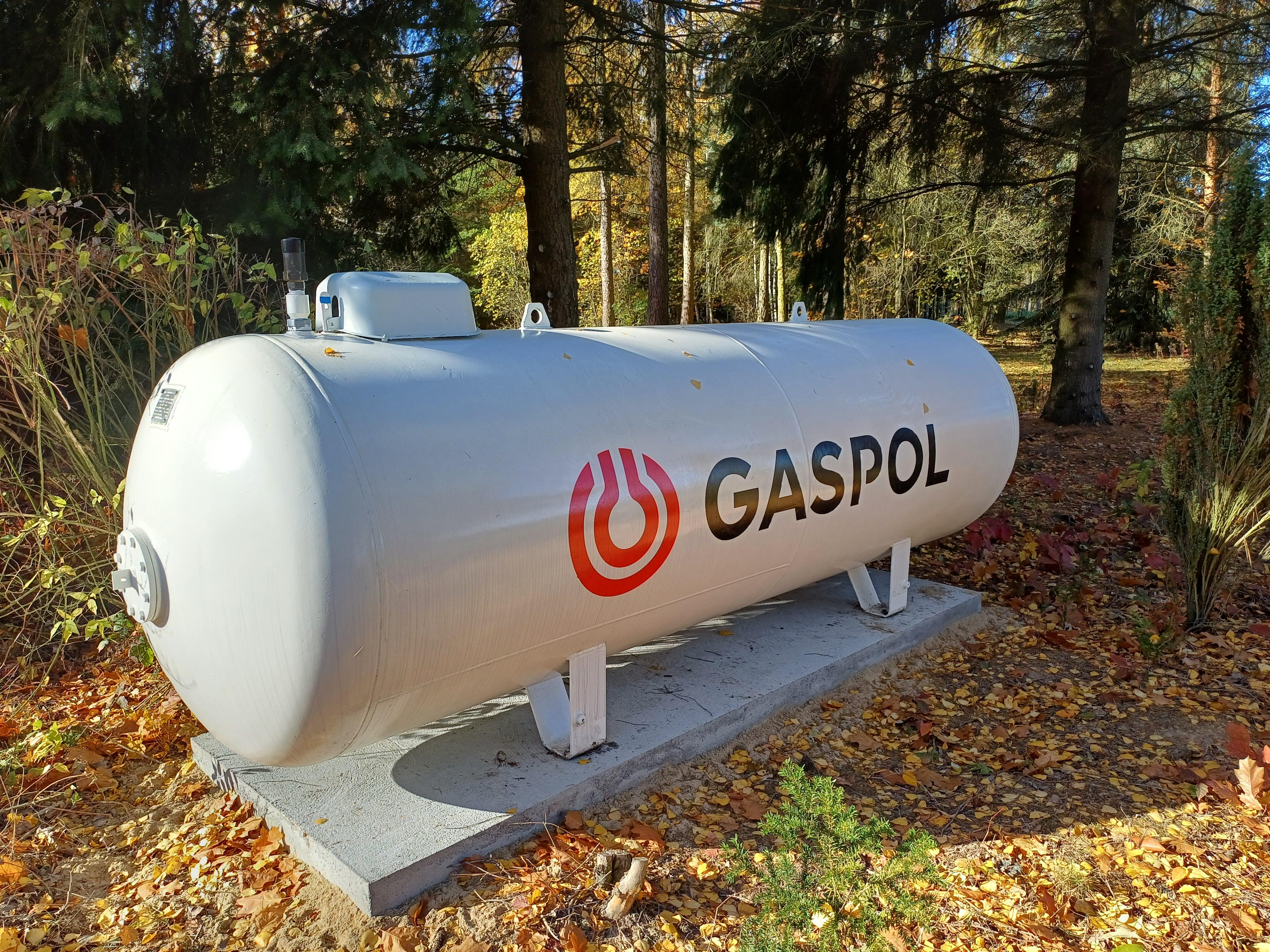
Zbiornik gazowy do przydomowej instalacji, dostarczony przez Gaspol

LPG stanowi alternatywę dla energii elektrycznej i oleju opałowego i najczęściej jest stosowany głównie na terenach niezurbanizowanych, gdzie nie ma dostępu do instalacji gazu ziemnego. W skali globalnej głównym konsumentem LPG są wciąż gospodarstwa domowe, wykorzystujące gaz przede wszystkim do gotowania (kuchenki gazowe) i ogrzewania (instalacje zbiornikowe na gaz płynny, przenośne ogrzewacze na butle gazowe). Szacuje się, że obecnie ok. 40% gospodarstw domowych korzysta w Polsce z kuchenek zasilanych gazem płynnym z butli. W dużej części kraju w wyniku rozwoju sieci gazu ziemnego, kuchnie na butle gazowe zastąpione zostały kuchenkami na gaz z sieci. Wielu użytkowników wybiera również kuchnie elektryczne. Najpopularniejsze na polskim rynku są butle gazowe o pojemności 11 kg gazu propan-butan, choć zyskują na popularności również butle o pojemności 10 kg gazu propan – wykorzystywane zwłaszcza do piecyków gazowych i promienników ze względu na właściwości propanu (propan-butan przestaje wrzeć i pozostaje cieczą w temperaturze -20 °C przy proporcjach 65:35, a czystego propanu można używać w postaci gazowej do -40 °C).
LPG jako paliwo do kuchenek domowych jest bardzo popularny w wielu krajach III świata, jako rozwiązanie znacznie tańsze od stosowania kuchenek na prąd. Np. w Indiach, w roku 2001 ok. 17,5% (33,6 miliona) gospodarstwo domowych było zaopatrzonych w kuchenki na LPG. W Indiach LPG jest na tyle ważny, że rząd tego kraju dotuje jego produkcję, zaś próby podnoszenia jego ceny są tematem „gorącym” politycznie.
W celu ogrzewania gospodarstw domowych za pomocą LPG można stosować zróżnicowane rozwiązania technologiczne takie jak piece i kotły gazowe (standardowe lub kondensacyjne), gazowe pompy ciepła i podgrzewacze gazowe. LPG może być również używany jako źródło energii dla skojarzonego wytwarzania ciepła i energii elektrycznej, które powstają w procesie mikrokogeneracji. Technologia ta pozwala na wykorzystanie LPG nie tylko jako paliwa do ogrzewania i gotowania, ale umożliwia również jednoczesne wytwarzanie energii elektrycznej. LPG można również łączyć z innymi odnawialnymi źródłami energii (takimi jak np. kolektory słoneczne), co zapewnia większą niezawodność pracy przy jednoczesnym ograniczeniu emisji dwutlenku węgla do atmosfery.

## LPG w turystyce

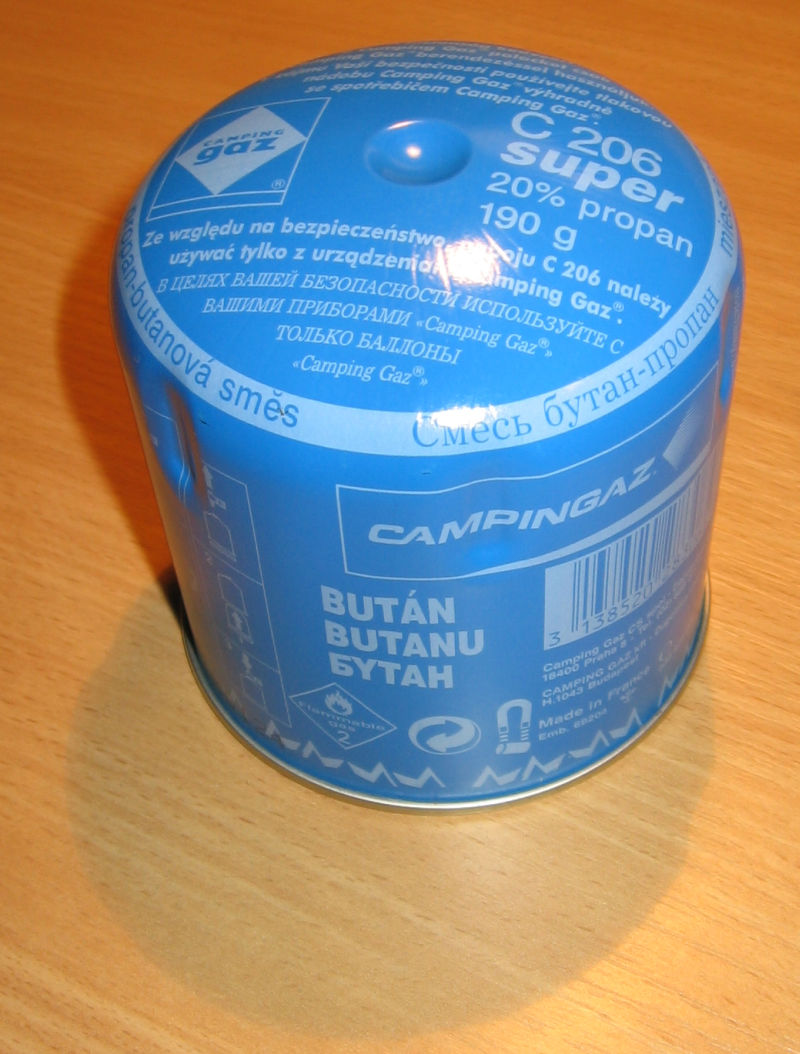
Jednorazowy nabój (kartusz) turystyczny przebijany z mieszanką propan-butan

Gaz płynny wykorzystywany jest również szeroko w turystyce, głównie jako źródło energii dla kuchenek turystycznych oraz turystycznych lamp gazowych. W Polsce powszechnie stosowany był do tego celu gaz w stalowych butlach wielokrotnego użytku. Do małych, lekkich kuchenek (palników) turystycznych stosowany jest standard wykorzystujący lżejsze i mniejsze naboje (kartusze) jednorazowe przebijane lub nakręcane z aluminium.

## LPG w przemyśle
Rzadziej wykorzystywany jest płynny gaz w butlach do zastosowań technicznych, tam gdzie trudno dostarczyć energię w innej formie. Przy pokrywaniu dachów papą termozgrzewalną, lutowaniu rynien, instalacji centralnego ogrzewania i wodociągowych oraz innych podobnych, wykorzystywane są palniki zasilane płynnym gazem. Używa się go także do podgrzewania i suszenia pomieszczeń, podczas robót drogowych (topienie asfaltu), w hodowli i rolnictwie (suszenie siana lub zboża, ogrzewanie kurników i chlewni), a także w licznych dziedzinach przemysłu. Dzięki zastosowaniu gazu płynnego w procesach produkcyjnych można stosować urządzenia wytwarzające wysokie temperatury (cegielnie i fabryki ceramiki) bez ubocznej emisji substancji szkodliwych.

## Wpływ LPG na środowisko
Spalanie LPG wytwarza mniej zanieczyszczeń niż olej napędowy, olej opałowy, drewno i węgiel, niższa jest emisja zanieczyszczeń niekontrolowanych (benzenu i ciężkich węglowodorów aromatycznych). Gaz skroplony w czasie spalania emituje o 20% mniej dwutlenku węgla niż w przypadku spalania oleju opałowego i 50% mniej niż w przypadku spalania węgla. W procesie spalania LPG nie powstają pyły ani fluoryty, dzięki czemu gaz nie jest toksyczny i nie zanieczyszcza gleby i wód podziemnych w wypadku wycieku. LPG jest źródłem o wiele bardziej efektywnym energetycznie od paliw tradycyjnych, dzięki czemu możliwe jest zmniejszenie strat energii i lepsze wykorzystanie surowca zarówno przy zastosowaniu paliwa w gotowaniu i ogrzewaniu. Według Instytutu Transportu Samochodowego zasilanie silnika o zapłonie iskrowym gazem LPG nie przynosi korzyści ekologicznych, ze względu na znaczący wzrost emisji zanieczyszczeń kontrolowanych np. węglowodorów i tlenków azotu.

## Bezpieczeństwo użytkowania LPG
Propan i butan są gazami palnymi, dlatego najistotniejszymi zagrożeniami stwarzanym przez ich używanie może być wybuch lub pożar. Zagrożenia te mogą występować głównie na skutek uwolnienia LPG i jednoczesnego wystąpienia bodźca energetycznego (np. iskry, nagrzane powierzchnie, ogień), który powoduje zapłon. Najczęstszą przyczyną takich wypadków jest lekceważenie przez użytkowników zasad bezpiecznej eksploatacji i przepisów BHP. Najprostszymi sposobami uniknięcia takich sytuacji jest profilaktyka: oddzielenie pojemników LPG od potencjalnych źródeł ognia oraz kupowanie butli gazowych od profesjonalnych dostawców (dostawca kontroluje butle i zapewnia ich ewentualną wymianę na nowe).